# Sandefjord

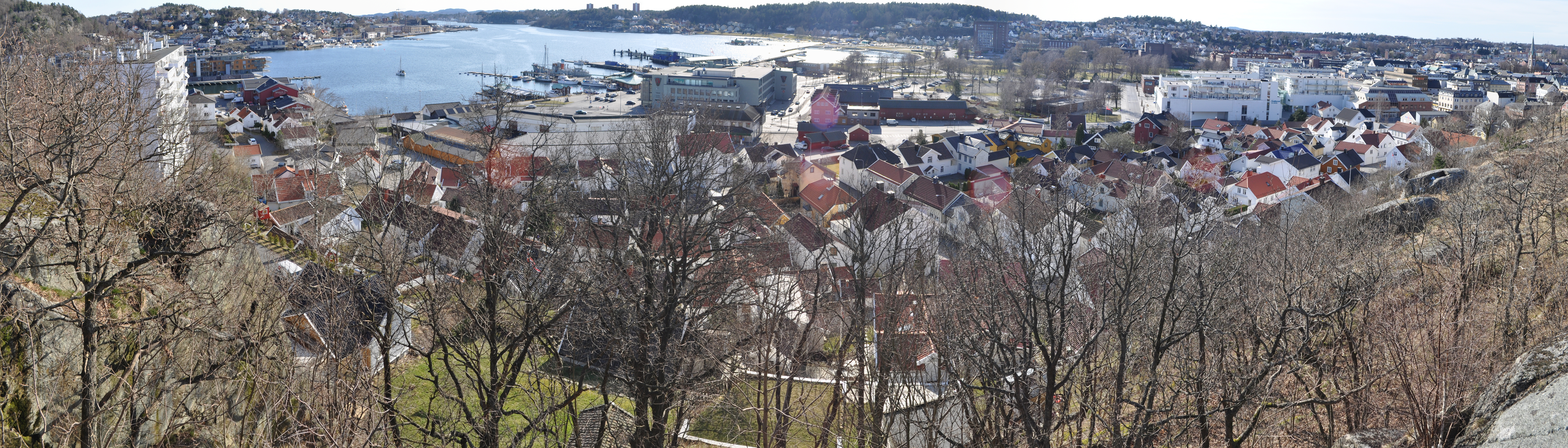
Panorama miasta

Sandefjord – norweskie miasto i gmina leżąca w okręgu Vestfold.
Sandefjord jest 370. norweską gminą pod względem powierzchni.

## Demografia
Według danych z roku 2005 gminę zamieszkuje 41 289 osób. Gęstość zaludnienia wynosi 338,46 os./km². Pod względem zaludnienia Sandefjord zajmuje 16. miejsce wśród norweskich gmin.
| ludność stan na 1 stycznia 2005 |         |           |        |
|                                 | kobiety | mężczyźni | razem  |
| osób                            | 20 187  | 21 102    | 41 289 |
| %                               | 48,89%  | 51,11%    | 100%   |

| wykształcenie stan na 1 października 2004 |        |         |        |        |
|                                           | podst. | średnie | wyższe | niezn. |
| osób                                      | 5983   | 19 415  | 6704   | 848    |
| %                                         | 18,16% | 58,92%  | 20,35% | 2,57%  |

## Transport i komunikacja
W pobliżu Sandefjord położony jest port lotniczy Sandefjord-Torp, obsługiwany przez linie lotnicze Wizzair, Ryanair, KLM i Widerøe.
W Sandefjord znajduje się stacja kolejowa. Linia przechodząca przez miasto ma połączenie m.in. z Oslo.
Koło miasta przebiega autostrada E18, główna trasa łącząca miasta południowej Norwegii z Oslo.
Sandefjord posiada połączenie promowe ze szwedzkim Strömstad obsługiwane przez ColorLine.

## Edukacja
Według danych z 1 października 2004:
- liczba szkół podstawowych (norw. grunnskolar): 21
- liczba uczniów szkół podst.: 5598

## Sport
- Sandefjord Fotball – klub piłkarski
  - Storstadion – stadion klubu

## Władze gminy
Według danych na rok 2011 administratorem gminy (norw. rådmann) jest Gisle Dahn, natomiast burmistrzem (norw. ordfører, d. borgermester) jest Bjørn Ole Gleditsch.

## Ludzie związani z Sandefjord
W Sandefjord urodził się Dag Solstad oraz Karin Fossum – pisarka, tworząca głównie powieści kryminalne.